# Édouard Paris
Pour les articles homonymes, voir Paris (homonymie).
Édouard Paris est un linguiste et un écrivain picard né à Amiens en 1814 et mort en 1874.
Il est surtout connu pour avoir publié à Londres en 1863 S'Sint Evanjil s'lon Sin Matiu, une traduction de l'Évangile selon Matthieu, précédée d’une importante Note sur l’orthographe picarde.

## Œuvres relatives au picard
- S'Sint Evanjil s'lon Sin Matiu, Londres, 1863 (réédité sous le titre Édouard Paris : le Saint évangile selon saint Matthieu traduit en picard amiénois, Université de Picardie, Amiens, 1981)
- La Phonographie internationale ou Sténographie populaire universelle, 1869